# Aspetto fisico e carattere di Oscar Wilde
(Oscar Wilde in Phrases and Philosophies for the Use of the Young in Chameleon dicembre 1894. trad.: Alex R. fanzon)

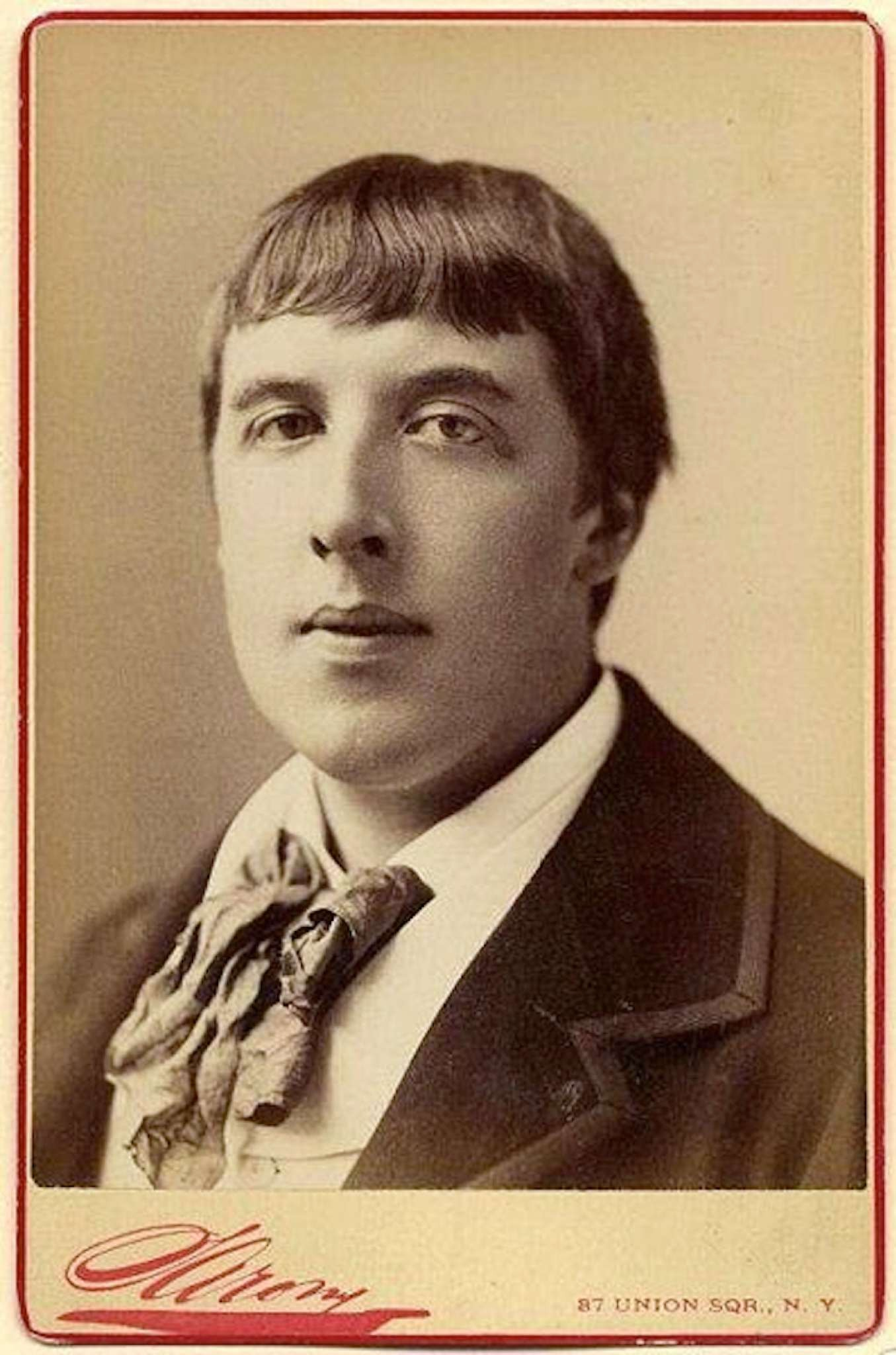
Oscar Wilde a New York (1883). Foto di Napoleon Sarony (1821-1896).

In un'epoca in cui si andava diffondendo l'arte della fotografia un personaggio attento alla forma, fedele cioè agli ideali dell'edonismo, e amante della notorietà come Oscar Wilde non poteva non approfittare per lasciare di sé numerose immagini. Soprattutto negli USA ebbe l'occasione di farsi ritrarre da noti fotografi come Napoleon Sarony.
Anche per il suo modo di essere tendente a stupire e meravigliare il senso comune ci sono arrivate numerose descrizioni del suo carattere.

## Aspetto e carattere

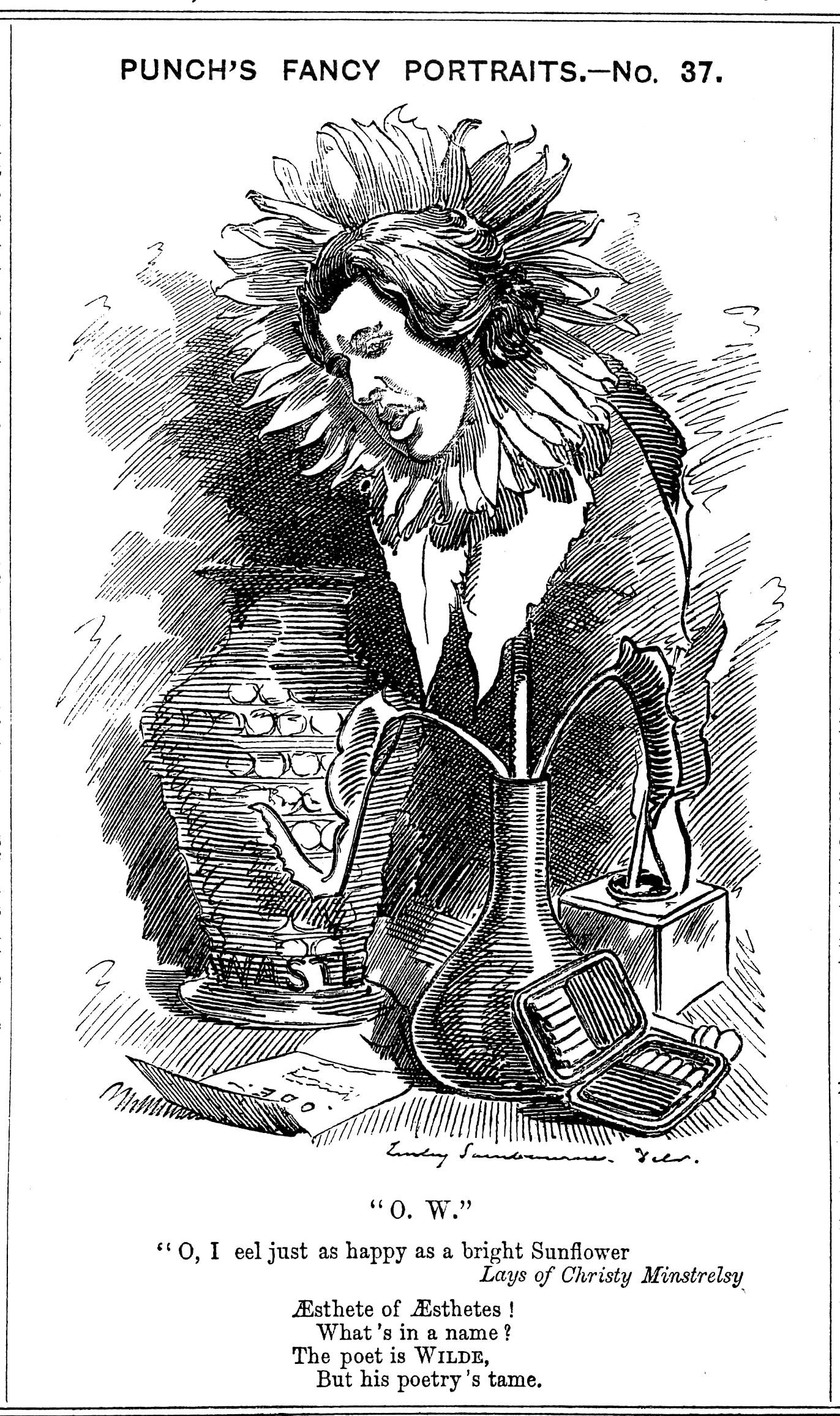
Immagine presa dalla rivista caricaturista Punch "Fancy Portraits N° 37" dove viene ritratto Oscar Wilde.

Oltre alle innumerevoli foto giunte sino a noi, esistono molte descrizioni che ci sono rimaste di lui, spesso rappresentato nel caricaturale ritratto di polemista, sardonico battutista e confezionatore di aforismi.
Molte parodie sono state fatte su di lui, spesso per vendicarsi di torti subiti come nel caso di Francis Chaloner, personaggio creato da Rhoda Broughton, mai invitata da Wilde nei suoi incontri, dove lo descriveva come un uomo dalle membra flaccide e dalla testa botticelliana. Si arrivò anche a ironizzare su come Wilde si muovesse: si diceva che Oscar sembrava che camminasse trovando sui suoi passi qualcosa di indefinito e sgradevole.
Somigliava d'aspetto a suo fratello Willie, tanto che ad occhi poco attenti i due si potevano confondere nel fisico, ma non nel carattere che nel fratello mancava di spessore. Il suo aspetto fisico venne descritto nei dettagli da chi visse insieme a lui: era alto 1,88 m, aveva labbra piene, corpo grosso, capelli marrone scuro che sembravano neri, occhi blu, sguardo profondo, andatura oscillante e denti sporgenti, tanto che Edith Cooper lo paragonò ad un frutto che per quanto poteva apparire succoso era allo stesso tempo privo di grazia. Appariva a tratti come se fosse impacciato e possedeva un modo di ridere che poteva dare fastidio.
Il suo accento irlandese, molto marcato all'inizio, si corresse durante la sua permanenza ad Oxford come descrisse l'attore Seymour Hicks, mentre alle orecchie di Max Beerbohm sembrava avesse una tonalità da mezzosoprano, e le sue frasi erano un misto di attenta preparazione e di spontaneità.
La risposta, che diede a un doganiere alla domanda se avesse qualcosa da dichiarare:
(Oscar Wilde, frase a lui attribuita in occasione della risposta al doganiere all'arrivo in America. trad.: Ettore Capriolo)
descrive bene il suo modo di vivere, quello cioè di un uomo che aveva fatto dell'eccentricità un pregio assoluto.

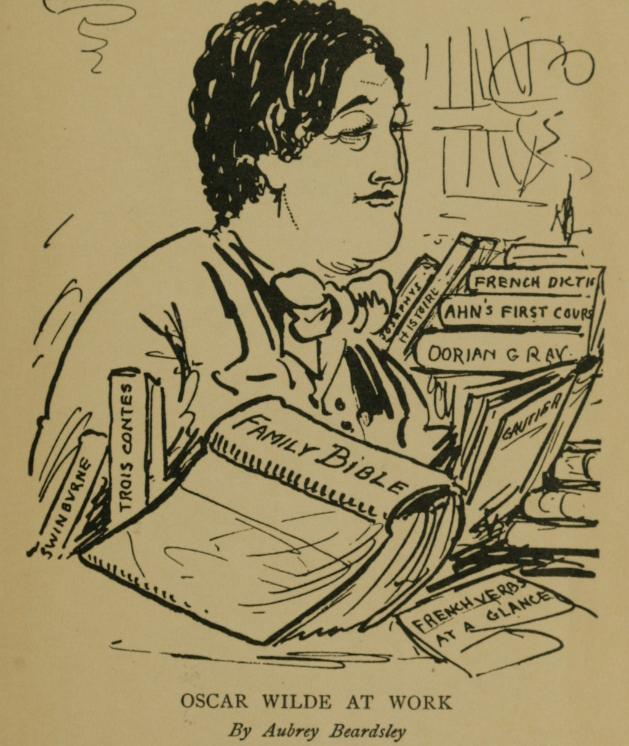
Altra immagine caricaturale di Oscar Wilde, in cui si prendono in giro le sue varie passioni come lo studio della lingua francese.

La figura letteraria di Wilde è stata per molto tempo subordinata a quella biografica, egli è stato provocatore ed eccentrico nelle sue pose, umorista pungente e amabile conversatore. Ebbe la sfrontatezza di dichiararsi socialista, di lasciar trasparire di essere omosessuale e di farsi beffe della saggezza depositata nei luoghi comuni.
Divenne simbolo della spregiudicatezza, negli scritti come nella vita. La sua condotta fu un affronto costante agli ipocriti costumi dell'epoca vittoriana, ma rispettando, e chiedendo lo stesso ai suoi interlocutori, sempre l'osservanza delle buone maniere. Nella sua vita si divertiva a pescare.
Quando le sue condizioni economiche glielo permettevano cercava anche di essere d'aiuto al prossimo, come nell'occasione di un'inondazione nella città di Lambeth. In tale frangente convinse Rennell Rodd a venire con lui per cercare di aiutare le persone in difficoltà: qui, grazie alle sue storie, fece divertire tantissimo una vecchia signora costretta a letto. Non faceva progetti sul futuro, non ci pensava, semplicemente viveva alla giornata.
Richard Ellmann, curatore di una biografia che gli ha valso il Premio Pulitzer, affermava che non vi era traccia di crudeltà in lui e che non riusciva a comprenderla.

### Wilde come Mecenate
Nel corso del suo giro di conferenze in America riuscì ad aiutare molti giovani artisti: John Donoghue, uno scultore, volendosi farsi conoscere da Wilde gli inviò un bassorilievo della figura che lo aveva ispirato per Requiescat, pensando di fargli cosa gradita. Wilde si interessò a lui, lo conobbe e riuscì a levarlo dalla povertà in cui viveva.
Lo scrittore irlandese non fu mai avaro di complimenti per i nuovi talenti, definendoli a volte come i migliori, nel loro genere, e a volte riuscì a convincere gli indecisi ad intraprendere l'attività letteraria o a dedicarsi al teatro come fece con l'attrice Elizabeth Robbins.